# ミナミシマフクロウ

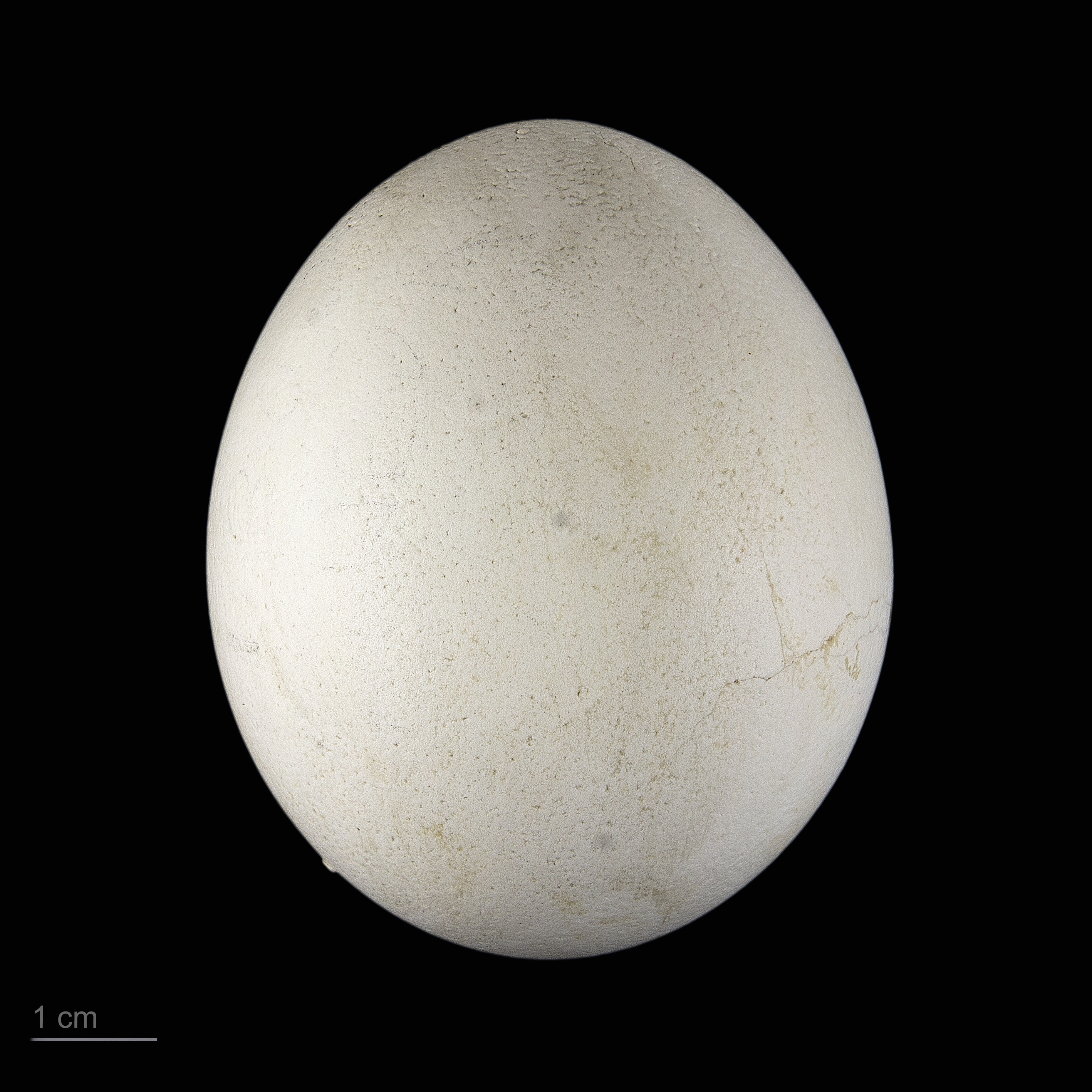
Ketupa zeylonensis

ミナミシマフクロウ（南島梟、学名:Ketupa zeylonensis）は、フクロウ目フクロウ科に分類される鳥類の一種。ワシミミズク属　Bubo に含めて Bubo zeylonensis とする説もある。 かつては海外に紹介され始めたばかりのシマフクロウを本種の亜種としていた。

## 分布
- 南アジア-東南アジア、中東

## 形態
全長56センチ。胸から腹にかけては赤褐色で、翼と背中、尾羽は茶褐色に白の斑が入る。虹彩は金色。頭部に羽角と呼ばれる耳のような羽を持つ。近縁のシマフクロウと似た外見をしているため、飼育などで日本国内にいる個体がシマフクロウと間違われることもある。

## 生態
湖沼や河川に隣接した森林に生息する。
食性は動物食で、魚類、カエル、カニなどを捕食する。夕方から活動を開始し、狩りを行う。
繁殖期はインドのものは2月から5月にかけて、東南アジアのものは12月から5月にかけてで、土手の穴や樹洞などに営巣し、白色無班の卵を1個ないし2個産む。
啼き声は雌雄ともに「ボーボー」または「ブーブー」と低い声で、雄-雌-雄と啼き交わす。

## 和名について
かつてはカッショクウオミミズク（褐色魚木菟）と呼ばれることも多く、シマフクロウ保護の第一人者で知られる山本純郎などもこの名称を用いていたが、現在ではシマフクロウと近縁であることから呼ばれる「ミナミシマフクロウ」と呼ばれることが一般的である（ただし、山本の著書でも「ミナミシマフクロウ」の名は紹介されている）。また、これに伴い、かつて「ウオミミズク属」と呼ばれたKetupa属も「シマフクロウ属」とされるようになった。